# Kostel Zjevení Páně (Panské Dubenky)
Kostel Zjevení Páně je farní kostel v římskokatolické farnosti Panské Dubenky, nachází se na jižním okraji obce Panské Dubenky. Kostel je jednolodní stavba z Josefínského období s polygonálním závěrem a věží na čelní straně a ornamentální výmalbou dle návrhu Jiřího Trnky. Kostel je jako soubor spolu s křížem chráněn jako kulturní památka České republiky.

## Historie
Základní kámen kostela byl položen v roce 1787, kostel byl dostavěn v roce 1788. Roku 1925 byly do kostela umístěny dva zvony, zasvěceny byly svatému Josefovi a Ježíši Kristu, v roce 1935 pak byl kostel opraven, byla nově pokryta střecha kostela a věže plechem a v srpnu téhož roku byl na věž nainstalován kříž a báň. Rovněž také byla do báně kostela schována pamětní listina, kdy zároveň byla vyjmuta starší z roku 1873. Během druhé světové války byl jeden ze zvonů rekvírován, druhý zvon byl kostelníkem sundán a zakopán na zahradě a později navrácen na věž kostela. 
V roce 1973 byl z kostela odvezen původní dřevěný oltář a o rok později byl kostel rekonstruován, zdivo bylo izolováno a byly opraveny kůr a blízká fara. V roce 1975 pak byly opraveny kostelní varhany a v roce 1979 byly odhaleny a opraveny fresky, v roce 1981 pak byl kostel vymalován. V roce 1992 byl do kostela umístěn zvon zasvěcený svatému Jiří, v roce 2008 byla do kostela umístěna monstrance, která nahradila tu, která byla ukradena v devadesátých letech. Roku 2009 byl kostel opět opraven, byla natřena střecha kostela a věže. Byly nalezeny pamětní listiny, které pak byly do věže opět vráceny. 

## Interiér
- Nejcennější je nástěnná iluzivní malba, která tvoří architektonické členění stěn, klenby a architektonickou kulisu oltářů, na hlavním oltáři s malovanými sochami čtyř evangelistů, iluzivní boční oltáře jsou zasvěceny sv. Judovi Tadeáši a sv. Janu Nepomuckému. Oválné obrazy sv. Petra a Pavla jsou rovněž iluzivní malbou.
- kamenná křtitelnice kalichovitého tvaru
- trojdílné varhany byly získány roku 1795 z kostela sv. Ducha v Telči.
- První ze dvou zvonů ve věži pochází z dílny Richarda Herolda v Chomutově z roku 1925, druhý zvon má na plášti reliéf sv. Václava na koni a odlila jej rodina Dytrychova roku 1992.[5]